# Робертсон, Дэвид (дирижёр)
Дэвид Робертсон (англ. David Robertson; род. 19 июля 1958, Санта-Моника) — американский дирижёр.
Окончил лондонскую Королевскую академию музыки, где изучал композицию, дирижирование и игру на трубе. В 1985—1990 гг. работал в Иерусалимском симфоническом оркестре. В 1990—2000 гг. возглавлял французский камерный оркестр Ensemble Intercontemporain, специализирующийся на сверхсовременной музыке. В 2000—2004 гг. руководил Лионским национальным оркестром. На обоих постах Робертсон работал в направлении укрепления французско-американских музыкальных связей, вводя в репертуар музыку американских композиторов и проводя американские гастроли.
В 2005 г. Робертсон был назначен главным дирижёром Сент-Луисского симфонического оркестра, ослабленного трудовыми спорами и внезапной отставкой предыдущего руководителя Ханса Вонка. В короткий срок Робертсон восстановил репутацию оркестра, ряд его выступлений в Карнеги-Холле заслужил высокую оценку нью-йоркских музыкальных критиков. Под управлением Робертсона оркестр впервые принял участие в Променадных концертах в Англии (2012), осуществил ряд записей (особенно заметна работа оркестра над записью произведений Джона Адамса). В 2006 г. Робертсон был удостоен Премии Дитсона.
Параллельно работе в Сент-Луисе Робертсон в 2005—2012 гг. был главным приглашённым дирижёром Симфонического оркестра Би-би-си, а в 2014 г. возглавил Сиднейский симфонический оркестр.
Третьим браком с 2003 г. женат на пианистке Орли Шахам (род. 1975), сестре скрипача Гила Шахама; их знакомство состоялось в 1999 г. на репетиции первого для них обоих выступления с Сент-Луисским симфоническим оркестром.